# Анджелес Крест 100
Анджелес Крест 100 (англ. Angeles Crest 100-Mile Endurance Run/ AC100) - 100-мильный (162 км) ультрамарафон, который ежегодно проводится по трейлам Анджелеского национального леса в Калифорнии.
Изначально, лимит времени на прохождение дистанции был 30 часов, однако, из-за сложности трассы, официальный лимит был увеличен до 33 часов.
Количество участников пробега ограничено до 150 человек; регистрирующиеся спортсмены должны квалифицироваться, пробежав хотя бы один забег на 50 миль в предыдущем году.

## Маршрут трассы
Старт пробега дается в Райтвуде, трасса следует частично по маршруту Тихоокеанского хребта (там она идет вверх к горе Баден-Пауэлл), трейлам Silver Moccasin и Gabrielino. Финиш располагается в парке Loma Alta Park в Алтадине, около Лаборатории реактивного движения НАСА.

## История
Первый раз соревнование было проведено в 1986, трасса разработана Дэлом Бодуином. С тех пор, маршрут остался практически неизменным. До 1991 финиш был на стадионе Rose Bowl в Пасадине. В 1992 он был перенесен на поле Johnson's Field в Арройо, прилегающее к территории Arroyo Seco. В 2008 перенесен в парк Loma Alta в Алтадине.
В начале 2000-х дистанцию увеличили на 1 милю участком каньона Cooper вследствие перекрытия одного из участков Лесной службой США в целях спасения находящейся под угрозой исчезновения калифорнийской лягушки.
До 2010 соревнование проводилось в сентябре, после дата была перенесена на август (исключения составили 2011 и 2012, когда оно проводилось в июле).
После пожара на станции рейнджеров в 2009 пробег отменили, а дату проведения перенесли, чтобы избежать сезона лесных пожаров.
Когда Джим О'Брайен установил рекорд трассы в 1989, общая длина трассы была больше на 1 милю.

## Награждение
Спортсмены, преодолевшие дистанции менее чем за 24 часа, получают серебряную ременную пряжку. Пряжку из чистого стерлингового серебра получают только 15-20% всех участников 
Все спортсмены, финишировавшие в промежуток между 24 и 25:05 часами, получают ременную пряжку Second Sunrise Ram, вылитую из бронзы. Участники, показавшие время между 25:47 и 33 часами, награждаются пряжкой 33 Hour Ram. Вдобавок, все спортсмены, закончившие дистанцию, получают гравированную металлическую тарелку на подставке из грецкого ореха и футболку финишера.

## Рекорды трассы
Джим О'Брайен (до 2013 тренировал команду по кросс-кантри Arcadia Boys, она занимала 1-е место в рейтинге США и являлась двукратным национальным чемпионом), является обладателем мужского рекорда трассы с 1989 с финишным временем в 17:35:48. Ангела Шартел удерживает женский рекорд в 21:21:13, который она установила в 2013.

## Западная Серия
Пробег также является одним из четырех 100-мильных ультрамарафонов в США, которые составляют "Западную Серию". "Серия" включает следующие пробеги, известные своим высоким уровнем сложности:  
- Ледвилл 100 в Колорадо
- Вестерн Стейтс в Северной Калифорнии
- Уосатч 100 в Юте
- Анджелес Крест 100 в Южной Калифорнии